# Karelska Autonomiczna Socjalistyczna Republika Radziecka
Karelska Autonomiczna Socjalistyczna Republika Radziecka, Karelska ASRR (karelski Karjalan ASNT (pierwotnie: Karelskoi ASSR), ros. Kapeльcкaя АССР) – oficjalna nazwa autonomicznej Karelii w składzie Rosyjskiej Federacyjnej Socjalistycznej Republiki Radzieckiej, obowiązująca w latach 1920–1940 i ponownie 1956–1991. 
8 czerwca 1920 r. na zamieszkanych przez Karelów ziemiach guberni archangielskiej i ołonieckiej utworzono autonomiczną jednostkę administracyjną – Robotniczą Karelską Komunę.
Karelską ASRR utworzono jako autonomiczną część Rosyjskiej FSRR 25 lipca 1923 r. Zorganizowanie autonomicznej republiki Karelów było elementem prowadzonej zwłaszcza w początkowym okresie istnienia ZSRR polityki korienizacji, tj. przyznawania autonomii nierosyjskim narodom dawnego Imperium, dyskryminowanym i rusyfikowanym przez carat.
31 marca 1940 r. w związku z planami aneksji Finlandii przez ZSRR Karelską ASRR przekształcono w Karelo-Fińską Socjalistyczną Republikę Radziecką, wchodzącą bezpośrednio w skład ZSRR, natomiast po ostatecznej rezygnacji z tych zamiarów, 16 lipca 1956 r. powrócono do stanu poprzedniego, ponownie włączając Karelię w skład Rosyjskiej FSRR.

## Przypisy

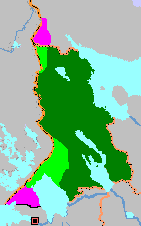
mapa Karelskiej ASRR:
1. w latach 1923-1940 - kolor ciemnozielony
2. w latach 1956-1991 - kolory ciemnozielony i jasnozielony